# Bactrocera indentus
Bactrocera indentus
 es una especie de díptero que Hardy describió por primera vez en 1974. Bactrocera indentus pertenece al género Bactrocera de la familia Tephritidae.  